# Cabezabellosa de la Calzada
Cabezabellosa de la Calzada ist eine kleine westspanische Gemeinde (municipio) in der Provinz Salamanca in der Autonomen Gemeinschaft Kastilien-León. Sie befindet sich etwa 16 Kilometer nordöstlich von der Provinzhauptstadt Salamanca. 2024 hatte die Gemeinde 74 Einwohner.

## Geographie
Die Fläche der Gemeinde beträgt 8,49 km² und umfasst neben dem Hauptort nur sehr spärlich bebautes Ackerland.
Eine Landstraße verbindet Cabezabellosa de la Calzada über Gomecello mit den parallel zueinander verlaufenden Straßen N-620 und A-62.

## Bevölkerungsentwicklung
Bis 1950 stieg die Einwohnerzahl des Dorfes, jedoch erlebte Cabezabellosa de la Calzada wie die meisten Gemeinden in der Region in der zweiten Hälfte des 20. Jahrhunderts einen starken Bevölkerungsrückgang. Im Jahr 2022 lebten dort nur noch 72 Menschen.
| Jahr      | 1900 | 1920 | 1940 | 1960 | 1981 | 1991 | 2000 | 2017 | 2018 |
| Einwohner | 260  | 304  | 330  | 321  | 173  | 117  | 135  | 83   | 77   |

## Bauwerke

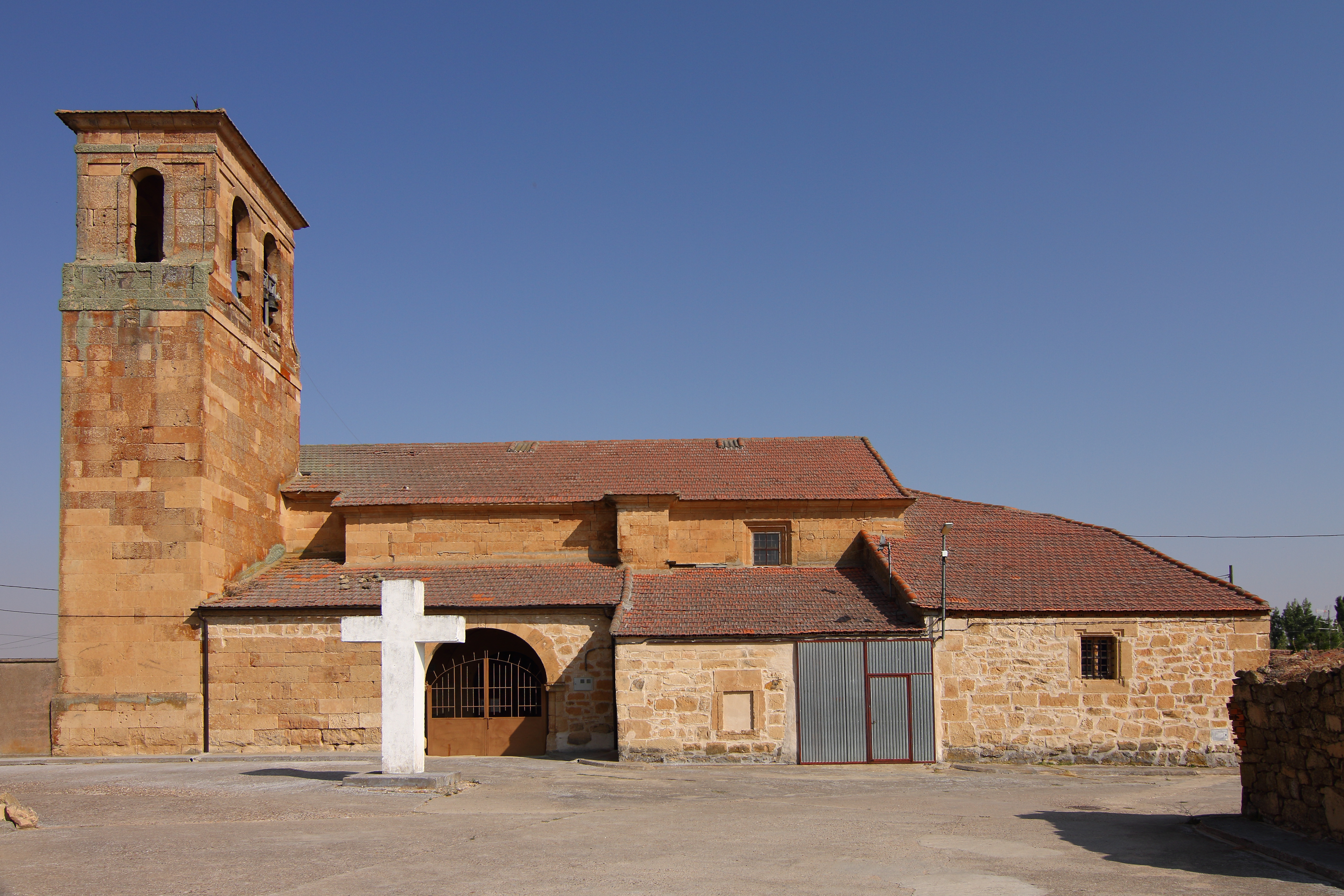
Iglesia de Nuestra Señora de la Asunción

- Iglesia de Nuestra Señora de la Asunción, Kirche aus dem 16. Jahrhundert